# Scott Russell

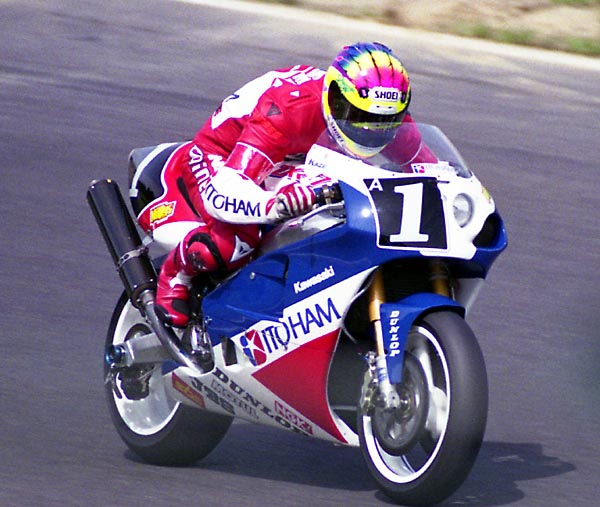
Scott Russell på en Kawasaki vid Suzuka 8-timmars 1993.

Scott Russell, född den 28 oktober 1964 i East Point, Georgia i USA är en före detta roadracingförare som blev mästare i Superbike 1993 och tvåa 1994 för Kawasaki. Russel tävlade därefter för Suzukis fabriksteam i 500GP - den främsta roadracingklassen - hela säsongen 1995 och halva 1996. Hans främsta Grand Prix-placeringar var två tredjeplatser. Russel vann även Daytona 200 fem gånger vilket gav honom smeknamnet Mr Daytona.

## Superbike
| Nr | Bana           | Heat | År   |
| -- | -------------- | ---- | ---- |
| 1  | Hockenheim     | 2    | 1993 |
| 2  | Brno           | 2    | 1993 |
| 3  | Sugo           | 2    | 1993 |
| 4  | Donington Park | 1    | 1993 |
| 5  | Donington Park | 2    | 1993 |
| 6  | Donington Park | 2    | 1994 |
| 7  | Hockenheim     | 1    | 1994 |
| 8  | Hockenheim     | 2    | 1994 |
| 9  | Misano         | 1    | 1994 |
| 10 | Sugo           | 1    | 1994 |
| 11 | Sugo           | 2    | 1994 |
| 12 | Mugello        | 1    | 1994 |
| 13 | Donington Park | 1    | 1994 |
| 14 | Donington Park | 2    | 1994 |